# Linha ferroviária de alta velocidade Madrid-Saragoça-Barcelona-Fronteira francesa
A linha ferroviária de alta velocidade Madrid-Saragoça-Barcelona-Fronteira francesa é uma linha ferroviária de alta velocidade de transporte de passageiros da Renfe Operadora que liga presentemente a Estação de Atocha em Madrid à Estação de Barcelona Sants em Barcelona .
Concebida para que os comboios circulem a 300-350 km/h em alguns trechos, ficou em março de 2008 completa até Barcelona, e pendente o trecho entre Barcelona e Perpinhão, já em França. O trecho em serviço de 621 km entre Madrid e Barcelona reduz em 70 km a distância ferroviária entre estas cidades anteriormente existente.
Até 19 de fevereiro de 2008, a linha de alta velocidade estava em serviço até ao km 533. Os comboios de alta velocidade de percurso internacional chegavam até à estação de Camp de Tarragona (km 521).